# Girard Desargues
Girard Desargues (Lione, 21 febbraio 1591 – Lione, ottobre 1661) è stato un matematico francese, considerato uno dei fondatori della geometria proiettiva. Spesso viene indicato anche, impropriamente, come Gérard Desargues.

## Biografia
Della sua vita non si conosce molto. Appartiene a una famiglia benestante di Lione e verosimilmente può disporre di libri e di tempo da dedicare agli studi che preferisce. Si reca più volte a Parigi dove entra in contatto con il circolo che ruota intorno a Marin Mersenne, e quindi con René Descartes, Étienne Pascal, Blaise Pascal. Egli conosce anche Abraham Bosse (1602-1676), incisore e studioso della prospettiva, che amplierà e renderà noti i suoi scritti.

### Opera

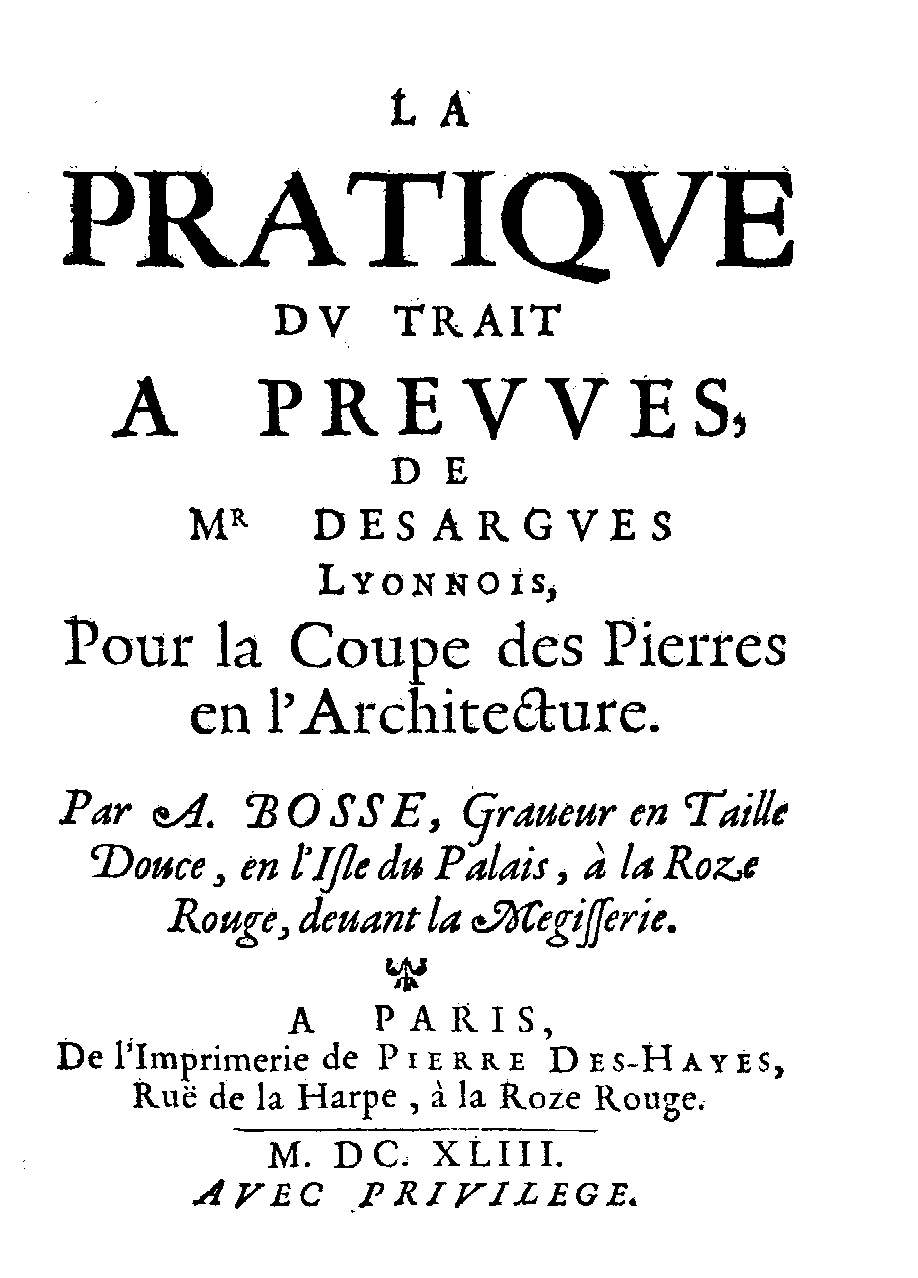
Pratique du trait a preuves, 1643

Desargues studia e scrive di argomenti pratici come la prospettiva e il taglio delle pietre (stereotomia) da usare per edifici e meridiane. Pur essendo a conoscenza dei testi dei matematici del suo tempo e dei geometri greci (in particolare di Apollonio e Pappo), egli si serve di un linguaggio colloquiale, privo di formule e di tecnicismi. Questo gli procura delle critiche e poca considerazione da parte dei contemporanei; esprime però deciso apprezzamento nei suoi confronti Pierre de Fermat.  Egli in effetti ha obiettivi generali, scrive con sostanziale rigore e si rende conto della portata innovatrice dei suoi risultati.
La sua opera più importante ha per titolo Brouillon project d'une atteinte aux evenemens des rencontres du Cone avec un Plan, traducibile come Bozza di un saggio su quello che si ottiene sezionando un cono con un piano. Di questo saggio furono stampate solo poche copie nel 1639 delle quali ne sopravvive solo una copia manoscritta da Philippe de La Hire riscoperta da Michel Chasles. Si tratta di un piccolo libro, ma che costituisce un'introduzione a una teoria delle coniche unificata attraverso le proprietà invarianti per proiezione.
Il famoso teorema di Desargues che afferma che due triangoli in prospettiva hanno le intersezioni dei lati corrispondenti collineari viene pubblicato nel 1648 da Bosse in un testo sulla prospettiva.

## Opere
- Brouillon project d'une atteinte aux evenemens des rencontres du Cone avec un Plan
- (FR) Girard Desargues e Abraham Bosse, La pratique du trait a preuves, A Paris, de l'imprimerie de Pierre Des-Hayes, rue de la Harpe, a la Roze Rouge, 1643.